# Karl-Erik Åström
Karl-Erik Åström (18 kwietnia 1924, zm. 9 grudnia 1993) – szwedzki biegacz narciarski, dwukrotny złoty medalista mistrzostw świata.

## Kariera
Nigdy nie startował na zimowych igrzyskach olimpijskich. W 1950 roku wystartował na mistrzostwach świata w Lake Placid, gdzie triumfował na dystansie 18 km techniką klasyczną. Ponadto wspólnie z Nilsem Täppem, Enarem Josefssonem i Martinem Lundströmem zwyciężył także w sztafecie 4x10 km.

## Osiągnięcia

### Mistrzostwa świata
| Miejsce | Dzień    | Rok  | Miejscowość | Konkurencja             | Czas biegu | Strata | Zwycięzca |
| ------- | -------- | ---- | ----------- | ----------------------- | ---------- | ------ | --------- |
| 1.      | 3 lutego | 1950 | Lake Placid | 18 km stylem klasycznym | 1:06:16    | -      | -         |
| 1.      | 5 lutego | 1950 | Lake Placid | Sztafeta 4x10 km        | 2:39:59    | -      | -         |